# Tabanus undulans
Tabanus undulans är en tvåvingeart som beskrevs av Schuurmans Stekhoven 1926. Tabanus undulans ingår i släktet Tabanus och familjen bromsar. Inga underarter finns listade i Catalogue of Life.